# Malcolm X

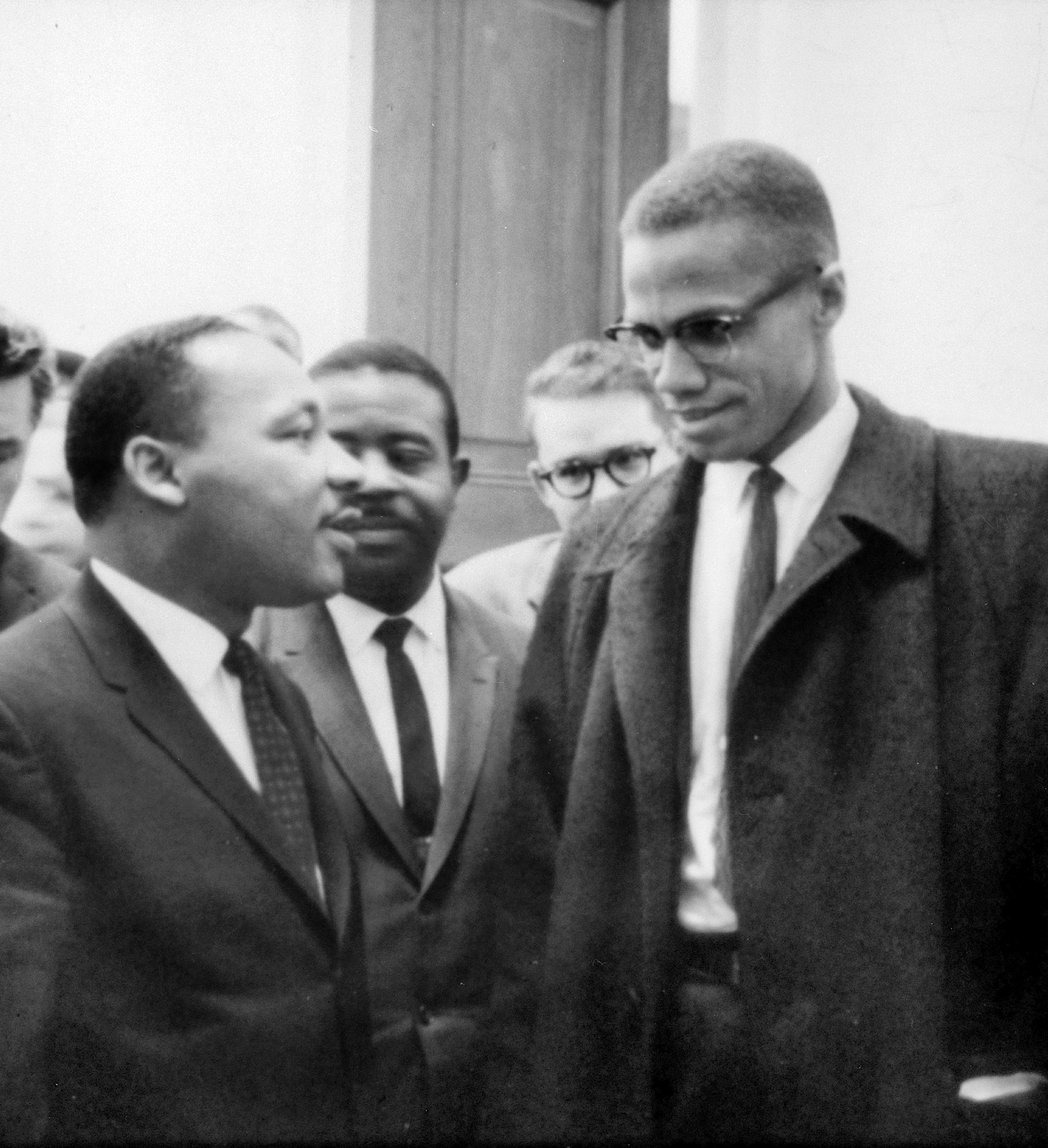
Martin Luther King en Malcolm X ontmoeten elkaar voor een persconferentie, beide mannen waren naar de senaat gekomen om te luisteren naar het debat over de "Civil Rights Act", 26 maart 1964

Malcolm X, geboren als Malcolm Little (Omaha (Nebraska), 19 mei 1925 – New York, 21 februari 1965), was een van de Amerikaanse leiders en woordvoerders van de Nation of Islam, een Afro-Amerikaanse moslimorganisatie voor gelijke rechten van de zwarte bevolking. Hij richtte de Muslim Mosque, Inc. en de Organization of Afro-American Unity op. Op 21 februari 1965 werd hij vermoord.
Tijdens zijn leven ontwikkelde hij zich van een kleine crimineel tot een van de militantste zwarte separatistische leiders van de VS die wereldwijde bekendheid verwierf als voorvechter van het panafrikanisme. Zijn "achternaam" X is een verwijzing naar het verleden van de Afro-Amerikanen die als slaven naar Amerika kwamen. Velen kregen daarbij dezelfde achternaam als die van hun eigenaren. De X duidt op het verlies van naam en identiteit.

## Achtergrond van Malcolm
Malcolm werd geboren op 19 mei 1925 in Omaha (Nebraska) als vierde kind van in totaal zeven nakomelingen van Earl en Louise Little. Zijn vader was een overtuigd baptistische voorganger en aanhanger van Marcus Garvey. 
Acht jaar later, in 1939, werd Louise Little opgenomen in een psychiatrisch ziekenhuis waar zij zesentwintig jaar verbleef tot Malcolm en zijn broers en zusters haar daaruit lieten ontslaan.
Malcolm verliet zijn middelbare school en na het verblijf in een aantal pleeggezinnen verhuisde hij naar Boston om bij zijn halfzuster te gaan wonen. In die tijd vond hij werk als schoenpoetser in een lindyhop-nachtclub. Zijn autobiografie vermeldt dat hij de schoenen van Duke Ellington en andere bekende zwarte muzikanten heeft gepoetst. Hij verhuisde naar New York waar hij in de wijk Harlem in het criminele circuit belandde met drugs dealen, gokken, prostitutie en berovingen. Op straat kreeg hij de bijnaam Red vanwege zijn rode haarkleur, die kwam door de lichte huidskleur van zijn moeder, die een Schotse vader had. Hij ontliep dienst in het Amerikaanse leger tijdens de Tweede Wereldoorlog door geestesziekte te veinzen zoals zijn moeder.

## Gevangenis
Op 12 januari 1946 werd Malcolm veroordeeld tot een gevangenisstraf van acht tot tien jaar wegens inbraak, vuurwapenbezit en diefstal.  In de gevangenis noemden zijn medegevangenen hem Satan, omdat hij voortdurend vloekte.
In 1948 werd hij door een medegevangene wegwijs gemaakt in de leerstellingen van de Nation of Islam. De Nation of Islam omschrijft zichzelf als een militante islamitische groep die stelt dat de meeste Afrikanen moslims waren vóór ze gevangen en afgevoerd werden naar Amerika. Ze verkondigen dat alle Afro-Amerikanen zich moeten bekeren om zo terug te keren naar hun gestolen erfgoed. De Nation of Islam beschouwt zichzelf als een nationalistische groepering die streeft naar een onafhankelijke staat voor zwarten binnen de huidige Verenigde Staten.
Malcolm bestudeerde de leerstellingen van Elijah Muhammad en verwierf zo veel kennis over de Nation of Islam. Ella, zijn halfzuster, zorgde dat hij werd overgeplaatst naar een gevangenis in Massachusetts met een minder streng regime. Hier bleef hij zich verder ontwikkelen door zelfstudie en begon hij een intense, na verloop van tijd dagelijkse correspondentie met Elijah Muhammad die zijn mentor werd. Na zijn voorwaardelijke vrijlating op 7 augustus 1952 mat Malcolm zich een gedistingeerd en burgerlijk imago aan met een das, bril, aktentas en horloge.

## Nation of Islam
In 1952 ontmoette Malcolm, na vele briefwisselingen vanuit de gevangenis, Elijah Muhammad in Chicago. In die periode verving hij zijn achternaam door de bekende X, als verzet tegen zijn 'slavennaam' Little. Later zou hij nog de moslimnaam El-Hajj Malik El-Shabazz aannemen.
Door zijn grote betrokkenheid bij de organisatie kwam hij ertoe verschillende Temples in het land te openen en er als voorganger de dienst te leiden. Door zijn vurige en inspirerende toespraken werd hij al snel de tweede man van de Nation of Islam.
In 1958 trouwde hij met Betty Jean Sanders in Lansing, Michigan. Ze kregen zes dochters: Attilah (1958), Qubilah (1960), Ilyasah (1962), Amiliah (1964) en de tweeling Malaak en Malikah (30 september 1965).
Malcolms boodschap van zwarte segregatie inspireerde de jonge topbokser Cassius Clay om zich te bekeren tot de islam en zich aan te sluiten bij de Black Muslims, zoals de Nation of Islam destijds werd genoemd. Malcolm X werd zijn vriend en mentor. Dit lidmaatschap was opmerkelijk omdat de Nation zich tot dan steeds principieel tegen de als haram beschouwde bokssport had gekant. Bovendien zou boksen de zwarten eens te meer bevestigen in het (blanke) stereotiepe vooroordeel van hun domme, onderdanige en gewelddadige aard.
Rond 1963 ontstonden er spanningen binnen de Nation of Islam. De populariteit van Malcolm, en vooral ook diens vriendschap met Cassius Clay, wekte afgunst bij Elijah Muhammad en andere voormannen van de organisatie. Uit wraak gaf Elijah Muhammad Clay de islamitische erenaam "Muhammad Ali" op voorwaarde dat hij alle contacten met Malcolm zou verbreken. Nadat Malcolm zich ook nog laatdunkend had uitgelaten over de moord op de Amerikaanse president John F. Kennedy ("the chickens are coming to roost"; 'boontje komt om zijn loontje'), legde Elijah Muhammad hem op 4 december 1963 een 90-dagen durend publiek spreekverbod op. Malcolm negeerde dit verbod en verliet op 8 maart 1964 gedesillusioneerd de Nation of Islam.
In 1964 werkte Malcolm met Alex Haley aan zijn autobiografie.

## Afscheid vanNation of Islam
Gechoqueerd door aanhoudende (en later door Muhammads zoon Wallace bevestigde) geruchten over de overspelige verhoudingen van Elijah Muhammed met zes jonge privé-secretaressen en diverse door Muhammad tegen hem aangestuurde doodsbedreigingen keerde Malcolm X zich op 8 maart 1964 af van de Nation of Islam en richtte de Muslim Mosque, Inc. op. In deze periode bleef hij nog trouw aan de leerstellingen van de Nation of Islam. In april van dat jaar hield hij zijn beroemde toespraak Ballot or the Bullet (stemrecht of de kogel). Hij vond zwart geweld gerechtvaardigd als zelfverdediging of als reactie op geweld of onrechtvaardigheden begaan door blanken.
Malcolm kwam in contact met verschillende soennitische moslims, die hem aanmoedigden zich te verdiepen in hun manier van geloven. Al snel bekeerde hij zich tot de soennitische islam. In april 1964 maakte hij de Hadj naar Mekka. Geconfronteerd met de tienduizenden pelgrims van allerlei ras, rang en stand, en dus ook heel wat blanke moslims, herzag Malcolm X, die zich voortaan Malik El-Shabazz liet noemen, zijn racistische gedachtegoed van zwarte superioriteit. Zijn jarenlange strijd om een vrijwillige segregatie van de Afro-Amerikanen uit de Amerikaanse samenleving af te dwingen met het oog op een terugkeer naar hun continent van oorsprong maakte plaats voor een, nog steeds radicaal, pleidooi voor een volwaardig Amerikaans staatsburgerschap. Hoewel Saudi-Arabië de slavernij pas in 1962 afschafte, predikte de islam volgens Malcolm X raciale gelijkheid, zonder onderscheid naar huidskleur. Door dit nieuwe inzicht zocht hij toenadering tot andere zwarte politieke leiders onder wie Martin Luther King. Door met hen te debatteren en samen te werken hoopte hij de strijd voor de Amerikaanse burgerrechtenbeweging aan te scherpen en te internationaliseren. Dit resulteerde in een eenmalige, korte ontmoeting en handdruk tussen beide activistenleiders tijdens een persconferentie na een hoorzitting in de Amerikaanse Senaat op 26 maart 1964. Malcolm X bleef wel ijveren voor een zogenaamd zwart nationalisme, een marxistisch geïnspireerde socio-economische samenwerking tussen zwarte Amerikanen met de bedoeling om eigen, aparte ondernemingen op te richten, zonder (inmenging van) blanke burgers.

## Moord
Op 14 februari 1965 werd zijn huis met een brandbom bestookt. Malcolm en zijn gezin overleefden deze aanslag, waarvan nooit duidelijk is geworden wie er verantwoordelijk voor was.
Een week later, op 21 februari, in Manhattan's Audubon Ballroom, was Malcolm net begonnen met een speech toen er een strubbeling ontstond in de groep toehoorders van 400 personen. Toen Malcolms lijfwachten het probeerden te sussen, kwam een Afro-Amerikaanse man naar voren gerend en schoot Malcolm in de borst met een geweer. Twee andere mannen volgden en vuurden met pistolen op Malcolm. Toeschouwers overmeesterden een van de moordenaars.
De drie arrestanten waren leden van de Nation of Islam. Alle drie werden in maart 1966 veroordeeld wegens moord:
- Talmadge Hayer heeft de moord bekend, was 22 jaar oud op het moment van de aanslag en woonde in Paterson (New Jersey). Hij was lid van de Nation of Islam en was reeds eerder gearresteerd in 1961 en 1963 voor respectievelijk ordeverstoring en gestolen-wapenbezit. Hayer kwam op 27 april 2010 vrij na 17 gratieverzoeken.
- Norman 3X Butler of Muhammad Abd Al-Aziz bleef erbij onschuldig te zijn. Hij werd ontslagen uit de gevangenis in 1985. Louis Farrakhan stelde hem in 1998 aan als hoofd van de Mosque No. 7 in Harlem van de Nation of Islam.
- Thomas 15X Johnson, die zijn naam veranderde in Khalil Islam, kwam in 1987 vrij.

Aanvankelijk weigerde Talmadge Hayer zijn handlangers te noemen. In 1977 verklaarde hij in twee officiële getuigenissen dat Norman 3X Butler en Thomas 15X Johnson onschuldig waren en noemde hij Albert Thomas, William Bradley, Leon David en Wilbur McKinley, allen ex-leden van een moskee in Newark, New Jersey, net als Hayer.
In 2021 werden Muhammed Aziz en de toen al overleden Khalil Islam alsnog gerehabiliteerd omdat ze een alibi hadden en er geen enkel bewijs was van hun betrokkenheid.
Onderzoekers hebben de voormalige leider van de Nation of Islam, Louis Farrakhan, beschuldigd van betrokkenheid bij de moord. Farrakhan zelf ontkent dit.